# Gotthard Schuh
Gotthard Schuh (Schöneberg, 22 dicembre 1897 – Küsnacht, 29 dicembre 1969) è stato un pittore e fotografo svizzero.

## Biografia

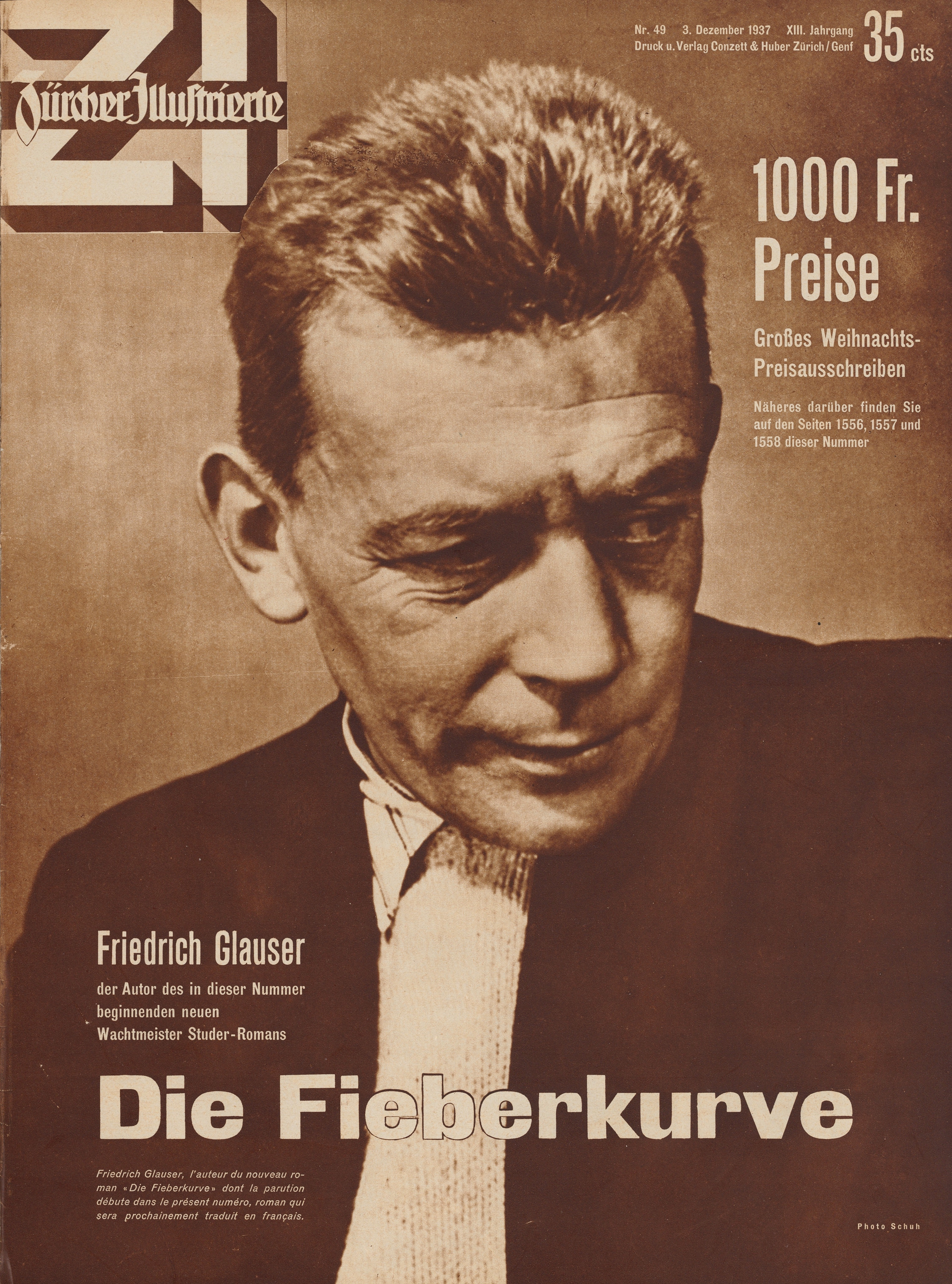
Gotthard Schuh, ritratto di Friedrich Glauser sulla copertina di "Zürcher Illustrierte", vol. 13, n. 49 (3 dicembre 1937)

Figlio dell'ingegnere Christian Heinrich, nacque mentre il padre si trovava con la moglie per lavoro in quello che sarebbe diventato un quartiere di Berlino. La famiglia rientrò in Svizzera ad Aarau nel 1902. Frequentò la Scuola di Arti e Mestieri (Arti applicate) di Basilea ma che abbandonò nel 1916 per dedicarsi alla pittura e alla grafica fino almeno al 1928 quando decise di dedicarsi alla fotografia. Nel frattempo aveva prestato servizio militare nel 1917-1918 ed aveva viaggiato a lungo in Italia. In seguito si stabilì a Monaco di Baviera nel 1920 e nel 1926, al suo ritorno in Svizzera, a Zurigo. Nel 1927 sposò Marga Zürcher e nel 1934 nacque il figlio Kaspar.
Il motivo di lasciare la pittura in favore della fotografia sembra fosse dovuto ad una crisi espressiva. Proprio in quegli anni, sulla scia della sperimentazioni fotografiche della Nuova Oggettività, insieme ai colleghi svizzeri Hans Staub e Paul Senn, che ebbero una rilevante importanza nella storia della fotografia elvetica, agli inizi degli anni Trenta, divenne uno degli autori con maggiore personalità della rivista "Zürcher Illustrierte", per la quale realizzò servizi un po' in tutta Europa su svariate tematiche: da quelle politici a quelle sociali, culturali e sportive, tra le quali scattò immagini dalla Germania nazista ai minatori del Belgio.
Secondo quanto afferma lo studioso Peter Pfrunder, direttore del "Fotostiftung Schweiz" di Winterthur, in seguito al suo approccio alla fotografia da ex pittore, nei lunghi mesi del soggiorno parigino del 1932, le cui visite egli ripeté anche negli anni successivi, ebbe modo di affinare il suo stile: "Fotografava situazioni notturne e ambigue, cercava il movimento e i contorni sfocati, si immergeva in ambienti femminili, si lasciava trascinare dall’eros. Fra i suoi temi preferiti vi erano le scene di strada e il suo interesse era rivolto alle atmosfere, all’espressione emotiva o alla psicologia dell’attimo". In questi anni pubblicò sulle più importanti riviste internazionali quali Vu, Paris Match, Berliner Illustrirte Zeitung, Life che furono tra i suoi clienti.
Nel 1938-1939 partì per un viaggio di circa un anno a Singapore, Giava, Sumatra e Bali, dove raccolse le sue impressioni nel volume Inseln der Götter (Isola degli dei), edito nel 1941, un volume che si collocava tra il reportage ed il racconto di viaggio personale. Il libro ebbe una vasta eco e fu più volte ristampato. Ne parlò ancora Pfrunder come di "... una combinazione riuscita tra reportage e introspezione, un viaggio interiore".
Dal 1941 gradualmente venne meno all'attività giornalistica anche perché affetto da sclerosi multipla. Nel 1944 Schuh sposò Annamarie Custer, dalla quale ebbe due figlie, Claudia e Sybille. Negli anni successivi pubblicò le sue foto riunendole in volume, mentre nel 1950, assieme a Werner Bischof, Paul Senn, Jakob Tuggener e Walter Läubli, fondò il Collegio dei Fotografi Svizzeri, un gruppo di fotografi con l'intento di osservare ed alimentare la fotografia d'autore. La loro prima mostra nel 1951 segnò una sorta di rinnovamento in Svizzera dopo il nazionalismo degli anni della guerra. Il critico Edwin Arnet scrisse:
Edward Steichen nel 1955 selezionò due fotografie di Schuh per la mostra internazionale The Family of Man, inaugurata al Museum of Modern Art di New York, che negli anni a venire sarebbe stata ospitata in varie sedi nel mondo e visitata da oltre nove milioni di persone e che ha trovato la sua sede definitiva presso il Castello di Clervaux in Lussemburgo. Le foto selezionate sono state: una scattata in Italia che mostra due amanti accanto alle loro biciclette, in estate, tra l'erba alta in un uliveto, e l'altra, scattata a Giava, in cui un ragazzo sembra che faccia un balletto sul marciapiede mentre gioca con le biglie.
Nel 2011 uscì il documentario Gotthard Schuh. Una visione sensuale del mondo del regista Villi Hermann, in cui egli ha seguito le tracce lasciate dalle fotografie di Schuh a Singapore, in Indonesia per arrivare nella zona ticinese di Malcantone, dove a Bedigliora il fotografo aveva una residenza e trascorse lunghi periodi della sua vita.

## Pubblicazioni
- Frühe Photographien 1929–1939, Arche, Zurigo 1967
- Photographien aus den Jahren 1929–1963, Benteli, Berna 1983
- Ein Zeitbild: 1930–1950; Paul Senn, Hans Staub, Gotthard Schuh, drei Schweizer Photoreporter, Benteli, Berna, 1986 - ISBN 978-3716505366